# Karlstadt
Karlstadt település Németországban, azon belül Bajorországban. Lakosainak száma 15 062 fő (2023. december 31.). Karlstadt Eußenheim, Arnstein, Thüngen, Zellingen, Himmelstadt, Urspringen, Steinfeld, Lohr am Main, Gemünden am Main és Gössenheim községekkel határos.

## Népesség
A település népessége az elmúlt években az alábbi módon változott:
| Lakosok száma | 2240 | 5396 | 7405 | 14 893 | 14 810 | 14 750 | 14 885 | 15 004 | 14 864 | 15 062 |
|               | 1875 | 1950 | 1975 | 2011   | 2013   | 2014   | 2016   | 2019   | 2021   | 2023   |

## Híres emberek
- Itt született 1483 előtt Andreas Karlstadt reformátor.